# Bled
Bled je gradić i sjedište istoimene općine u Republici Sloveniji. Nalazi se na Bledskom jezeru (slovenski: Blejsko jezero), par km južno od Austrijske granice i 50 km sjeverozapadno od Ljubljane, glavnog grada Slovenije. Mjesto je poznato zračno lječilište i ima nešto više od 5.000 (popis iz 2002.), dok općina ima 11.300 stanovnika. Nalazi se u gorenjskoj regiji.

## Povijest
Bled i njegova okolica su, kao i drugi dijelovi Slovenije, dugo vremena bili u sastavu Svetog Rimskog Carstva odnosno Habsburške Austrije. Nakon sloma Austrougarske (1918.), Slovenija ulazi u sastav novoosnovane Kraljevine Srba, Hrvata i Slovenaca, no do danas Bled i područje oko njega njeguje bliske odnose sa slovenskom manjinom koja stoljećima živi u austrijskoj južnoj Koruškoj (njem. Kärnten).
Nakon drugog svjetskog rata, ovo područje zajedno s drugim dijelovima Slovenije postaje dio Jugoslavije pod vodstvom Josipa Broza Tita. U tom razdoblju se Bled i njegova okolica razvijaju brže od drugih dijelova Jugoslavije zahvaljujući dobrim prometnim vezama i blizini Italije, Austrije i Njemačke.
Od 25. lipnja 1991. Bled je dio suverene države Slovenije. Nakon osamostaljenja Slovenije, Bled doživljava gospodarski uzlet.

## Turizam
Značajan dio gospodarstva Bleda povezan je s turizmom. Njegov položaj uz jezero u podnožju Julijskih Alpi pruža dobre mogućnosti kako za ljetni tako i za zimski turizam. 
Počeci turizma u ovom području sežu još u vrijeme oko 1855. kad Švicarac Arnold Rikli, jedan od začetnika nekih oblika suvremene alternativne medicine, otkriva blagotvoran utjecaj brdskog položaja Bleda i njegove zdrave klime kao i duge sezone kupanja na zdravlje ljudi. Razradio je program različitih aktivnosti, od terapije vodom i kupki sve do programa zdrave prehrane. Smatra se, da je njegov program smanjivao probleme s reumom, migrenom, krvotokom, nesanicom, kao i nizom drugih zdravstvenih problema. Posljedica tog njegovog programa je, da se već 1895. u Bledu grade prva kupališta kao i organizirani smještaj za goste.

## Kulturna baština
- Bledski grad
- Bledski otok

## Poznate osobe
- Peter Florjančič, izumitelj i športaš

## Gradovi partneri
- Velden am Wörthersee, Austrija
- Brixen, Italija
- Henley-on-Thames, Ujedinjeno Kraljevstvo

## Vanjske poveznice
- Službena stranica
- gremoVEN.com - Bled
- gremoVEN.com - Blejski Vintgar